# Pico Lézat
Pico Lézat – szczyt w Pirenejach. Leży w południowej Francji, w departamencie Górna Garonna, przy granicy z Hiszpanią. Należy do podgrupy „Luchon” w Pirenejach Centralnych.